# Right Thoughts, Right Words, Right Action
Right Thoughts, Right Words, Right Action je čtvrté studiové album skotské skupiny Franz Ferdinand, které bylo vydáno 26. srpna 2013 ve Velké Británii a 27. srpna 2013 v USA.

## Seznam skladeb
1. "Right Action" – 3:01
2. "Evil Eye" – 2:47
3. "Love Illumination" – 3:44
4. "Stand on the Horizon" – 4:23
5. "Fresh Strawberries" – 3:21
6. "Bullet" – 2:43
7. "Treason! Animals." – 4:07
8. "The Universe Expanded" – 4:34
9. "Brief Encounters" – 3:09
10. "Goodbye Lovers & Friends" – 3:15